# Eldis Fernando Damasio
Eldis Fernando Damasio (Florianópolis, 13 januari 1981), ook wel kortweg Fernandinho genoemd, is een voormalig Braziliaans voetballer.